# Nhất nguyên
Thuyết nhất nguyên, hay nhất nguyên luận là quan niệm thần học và siêu hình học cho rằng tất cả thế giới đều thuộc về một bản chất, nguyên lý, chất hay năng lượng, tất cả đều có một khởi nguyên.
Khởi nguyên này có thể là khởi nguyên vật chất (thuyết nhất nguyên duy vật) hoặc khởi nguyên tinh thần (thuyết nhất nguyên duy tâm - Heghen)
Thuyết Nhất nguyên duy tâm, trong Phật giáo (một vài tông phái) gọi là  tâm sinh ra vạn pháp, vạn pháp do tâm mà ra. Phải là bậc giác ngộ mới có được trí tuệ này, chứ chúng sinh còn si mê thì không thể hiểu được, nhà Phật gọi là Chân Lý thì bất khả tư nghị (không thể nghĩ bàn). Nhưng cũng có thể ví dụ như, sóng biển dạt dào từng lớp từng lớp nối tiếp nhau không dứt là do lòng biển có biến động nội tại. Biến động nội tại đó được ví như Tâm, các lớp sóng vỗ là vạn pháp. Ta có thể hiểu Vạn pháp là những gì mà ý thức cảm nhận được như: tình cảm, suy nghĩ, lý trí, cảm xúc, vật chất, hình ảnh, hình thể, các giác quan, đối tượng của các giác quan là các trần...

## Nhất nguyên duy tâm
Thuyết nhất nguyên duy tâm (chủ nghĩa duy tâm khách quan) cho rằng mọi cái đều do ý niệm tuyệt đối sáng tạo ra, "ý niệm tuyệt đối" tồn tại và phát triển đến mức độ nhất định thì sản sinh ra thế giới vật chất, và xã hội loài người chỉ là những "tồn tại khác" của "ý niệm tuyệt đối".

## Nhất nguyên duy vật
Thuyết nhất nguyên duy vật được phát triển bởi Mác (Karl Marx) và Ăngghen (Friedrich Engels) cho rằng toàn bộ hiện thực khách quan (kể cả xã hội loài người) về bản chất là vật chất, ý thức chỉ là kết quả của sự phát triển và sự phản ánh của vật chất vận động.

## Thuyết nhị nguyên
Thuyết nhất nguyên khác biệt với thuyết nhị nguyên - thuyết này cho rằng có hai loại thực thể, và thuyết đa nguyên - thuyết cho rằng có nhiều loại thực thể.
Thuyết nhất nguyên có trong phần Rig Véda của Kinh Vệ đà. Tư tưởng Ấn Độ thường có tính nhất nguyên và huyền nhiệm (mystique).
Thuyết nhất nguyên thường được xem là có quan hệ với thuyết phiếm thần, thuyết thần tồn tại nơi vạn vật (panentheism), và một vị Thượng đế nội tại. Các khái niệm về thuyết tuyệt đối (absolutism), đơn tử (monad), và "chất nền phổ quát" (Universal substrate) cũng có quan hệ chặt chẽ với nhau.